# Lutz Lienenkämper

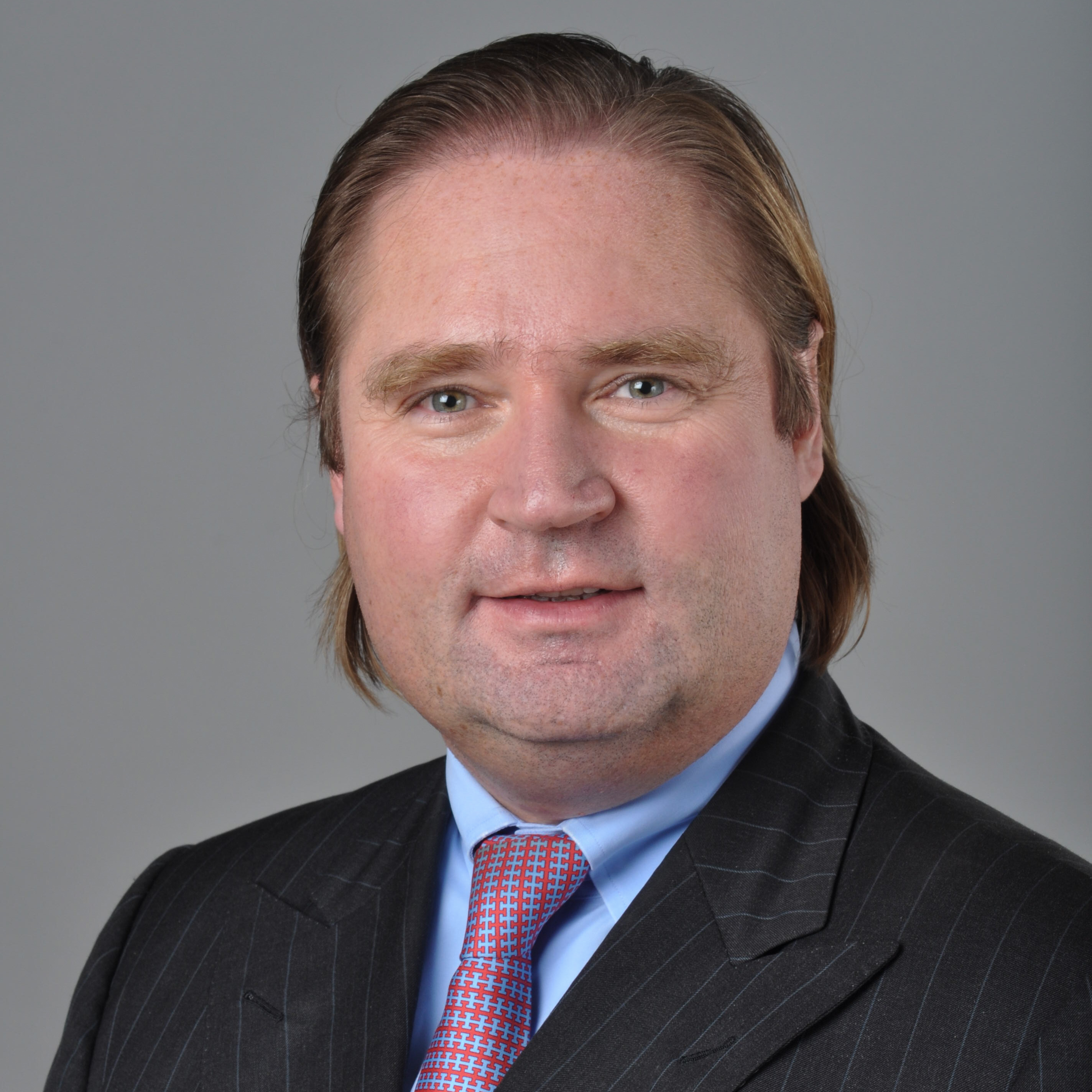
Lutz Lienenkämper (2013)

Lutz Lienenkämper (* 24. Mai 1969 in Köln) ist ein deutscher Politiker (CDU).
Er war von 2009 bis 2010 Minister für Bauen und Verkehr in Nordrhein-Westfalen und von 2017 bis 2022 als Minister der Finanzen erneut Mitglied der Landesregierung von Nordrhein-Westfalen (Kabinett Laschet und Kabinett Wüst I). Von April 2022 bis Juni 2022 war er zudem geschäftsführender Minister für Umwelt, Landwirtschaft, Natur- und Verbraucherschutz in Nordrhein-Westfalen. Von 2005 bis 2024 war Lienenkämper Mitglied des Landtages von Nordrhein-Westfalen.
Seit September 2024 ist er Vorstand der Deutschen Bundesbank.

## Leben
Lienenkämper absolvierte nach dem Abitur am Städtischen Meerbusch-Gymnasium im Jahr 1988 ein Studium der Rechts- und Staatswissenschaften an der Friedrich-Wilhelms-Universität Bonn. Das Erste juristische Staatsexamen bestand er 1994, das Zweite Staatsexamen folgte 1996. Seit 1997 war er als Rechtsanwalt tätig. Heute lebt er wieder in Meerbusch-Strümp.

## Politik
Lienenkämper ist seit 1988 Mitglied der CDU. Er war von 1999 bis 2010 Vorsitzender des Stadtverbandes Meerbusch, von 1993 bis 2009 Mitglied des Rats der Stadt Meerbusch und von 2004 bis 2009 Mitglied im Kreistag des Rhein-Kreises Neuss, wo er zugleich Fraktionsvorsitzender der CDU war. Seit 2002 gehört er dem CDU-Bezirksvorstand Niederrhein und von 2010 bis 2023 gehörte er dem Landesvorstand der CDU Nordrhein-Westfalen an. 2009 bis 2021 bekleidete Lienenkämper das Amt des Kreisvorsitzenden der CDU im Rhein-Kreis Neuss.
Vom 8. Juni 2005 bis zum 31. August 2024 war er Abgeordneter des Landtags von Nordrhein-Westfalen, er wurde stets als Direktkandidat im Landtagswahlkreis Rhein-Kreis Neuss III gewählt. Dort war er ordentliches Mitglied im Haushalts- und Finanzausschuss, dem Petitionsausschuss, dem Ausschuss für Europa und Internationales sowie dem Ausschuss für Wirtschaft, Mittelstand und Energie. Außerdem war er Sprecher seiner Fraktion im Ausschuss für Wirtschaft, Mittelstand und Energie.
Am 3. März 2009 wurde Lienenkämper zum Bau- und Verkehrsminister im Kabinett Rüttgers ernannt, nachdem Oliver Wittke am 11. Februar 2009 infolge eines Verkehrsverstoßes, der einen zweimonatigen Führerscheinentzug zur Folge hatte, und der darauffolgenden öffentlichen Kritik von dem Amt zurücktrat. Sein Amt endete mit dem Antritt des Kabinetts Kraft I am 15. Juli 2010. Von 2010 bis 2012 war Lienenkämper stellvertretender Vorsitzender der CDU-Fraktion, nach der vorgezogenen Landtagswahl am 13. Mai 2012 wurde er schließlich Parlamentarischer Geschäftsführer.
Am 30. Juni 2017 berief ihn Ministerpräsident Armin Laschet zum Minister der Finanzen des Landes Nordrhein-Westfalen. Dieses Amt führte er ab Oktober 2021 auch unter Laschets Nachfolger Hendrik Wüst fort. Vom 1. Januar bis 31. Dezember 2021 war er Vorsitzender der Finanzministerkonferenz. Infolge des Rücktritts von Umweltministerin Ursula Heinen-Esser am 7. April 2022 war Lienenkämper ab dem 8. April 2022 auch geschäftsführender Umweltminister.
Am 29. Juni 2022 wurde Marcus Optendrenk im Zuge der Bildung des Kabinetts Wüst II zu seinem Nachfolger als Finanzminister ernannt. Zuvor hatte Lienenkämper öffentlich erklärt, für eine weitere Amtszeit nicht mehr zur Verfügung zu stehen.
Wegen seines Wechsels zur Bundesbank legte Lienenkämper sein Landtagsmandat zum 31. August 2024 nieder. Für ihn rückte Ina Brandes in den Landtag nach.

## Bundesbank
Im März 2024 wurde bekannt, dass Lienenkämper Vorstandsmitglied der Bundesbank werden soll. Auf Initiative der NRW-Landesregierung schlug ihn der Bundesrat am 22. März 2024 einstimmig vor, die Ernennung erfolgte zum 1. September 2024.